# El Cansancio
El Cansancio es un grupo humorístico nacido en 1998 como una compañía de teatro, y que actualmente producen programas de radio, de televisión y actuaciones en directo. Utilizan indistintamente el catalán y el castellano para componer sus gags de humor.

## Historia
Poco tiempo después de nacer comienzan a realizar colaboraciones en la radio en programas de la SER, RNE y RAC 1.
En el verano de 2003, el anuncio del Seat makinero se convirtió en uno de los archivos más buscados en Internet en toda España.
En 2007 copresentan el programa despertador El matí i la mare que él va parir en Ràdio Flaixbac.
En televisión han colaborado en programas de TVE (Catalunya avui), TV3 (Els 4 arreplegats) y Antena 3 (Buenafuente).
Han realizado tres obras teatrales, la última es La apoteosis necia, monólogo que representan los viernes en el Teatreneu de Barcelona.
El 29 de abril estrenaron con la productora El Terrat un programa de humor para las tardes de los domingos en TV3 con el nombre de El gran què. Tan sólo se emitieron dos programas y se cancelaron por falta de audiencia.

## Componentes
- Berto Romero (Cardona, 1974)
- Miquel Company (Cardona, 1973)
- Rafel Barceló (Falset, 1974)

## Programas producidos

### Radio
- Ultimàtum a la Terra (2003-2004, Ràdio 4)
- Una mala tarda la té qualsevol (2004-2005, Ràdio 4)
- L'incident Kàplan (2005-2006, Ràdio 4)
- El matí i la mare que él va parir (Flaixbac)
- Cuarto Menguante, micro programa emitido dentro del programa El ombligo de la luna (2005-2006, Radio 1 - RNE)

### Teatro
- Historias del cantautor paródico y su embarrenamiento precoz
- El desafío de los hombres medianos
- La apoteosis necia
- El consuelo del labriego

### Televisión
- El gran què (2007, TV3)
- "Buenafuente" (2007 - 2011, La Sexta)
- "El programa de Berto" (2009, La Sexta)
- "Buenas noches y Buenafuente" (2012, Antena 3)

### Internet
- Ramón
- Grandes obras de la literatura universal
- Conversaciones con Leonardo da Viola

xxx